# جان فيليب روبن
جان فيليب روبن (بالفرنسية: Jean-Philippe Robin)‏ هو لاعب تنس الطاولة فرنسي، ولد في 11 مايو 1967 في إسوار في فرنسا، وتوفي في 26 أبريل 2015 بسبب مرض.

## روابط خارجية
- جان فيليب روبن على موقع Paralympic.org (الإنجليزية)
- جان فيليب روبن على موقع اللجنة البارالمبية الفرنسية (الفرنسية)